# Липко (комікс)
«Липко» (англ. Sticky) — американський графічний роман у жанрі гей-еротики, сценарій до якого написаний Дейлом Лазаровим та малюнок до якого виконаний Стівом МакАйзеком.

## Історія публікації
Спочатку він був виданий у трьох випусках видавництвом Eros Comics / Fantagraphics. Серія була видана у твердій палітурці видавництвом Bruno Gmünder Verlag з відреставрованим кольором, кращим папером і якістю виготовлення, а також з новою послідовністю кадрування.

## Опис
Чотири історії про маскулінних чоловіків-геїв, які знаходять несподівану конгеніальність та сексуальну пристрасть один з одним. Ці історії перемежовуються з обрамляючою розповіддю про гей-пару, чия близькість посилюється завдяки історіям, які вони читають у своїх примірниках книги. Ілюстрація складається з лінійного мистецтва з обмеженою монохромною палітрою для кожної історії. В обрамленні використано повний колір. Збірка у твердій палітурці налічує 80 сторінок і була опублікована видавництвом Bruno Gmünder Verlag (Берлін, Німеччина) у березні 2006 року.

## Огляди
У TimeOut Chicago Джейсон Гайдеманн писав: «Карнавальність і солодкість — це саме те поєднання, яке робить „Липко“ справжнім витвором у своєму жанрі. Читачі знайдуть матеріал одночасно еротично зарядженим і безсоромно романтичним».